# Sutkiwci
Sutkiwci (ukr. Сутківці, pol. Sutkowce) – wieś na Ukrainie, w obwodzie chmielnickim, w rejonie jarmolińskim.

## Historia
Miejscowość stanowiła własność m.in. Tadeusza Grabianki. Pod koniec XIX w. część wsi nosiła nazwę Kowalówka.

## Zabytki
- obronna cerkiew[1] Pokrowska z około 1467, zbudowana na planie krzyża greckiego o półkolistym zakończeniu ramion, z których każde dźwiga ostrosłupowy dach; posiada w zwieńczeniu wysunięty gzyms arkadowy mieszczący strzelnice.
- ruiny zamku zbudowanego przez Aleksandra Bałabana[2], starosty trembowelskiego, winnickiego i rohatyńskiego[3], uczestnika Bitwy pod Kłuszynem. Zamek położony jest na wydłużonym, skalistym cyplu, odciętym od wsi głębokim jarem strumienia.

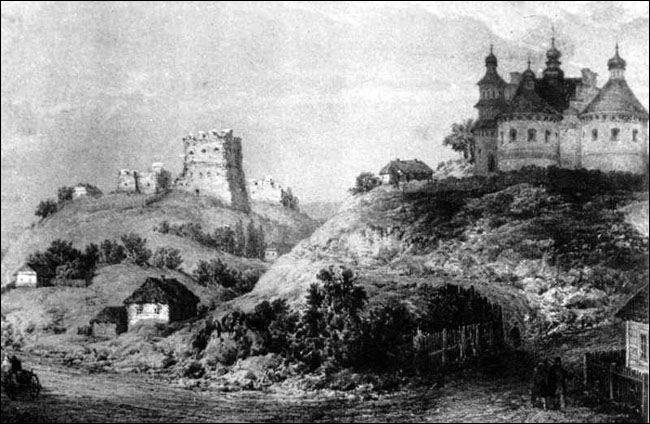
Napoleon Orda Sutkowce
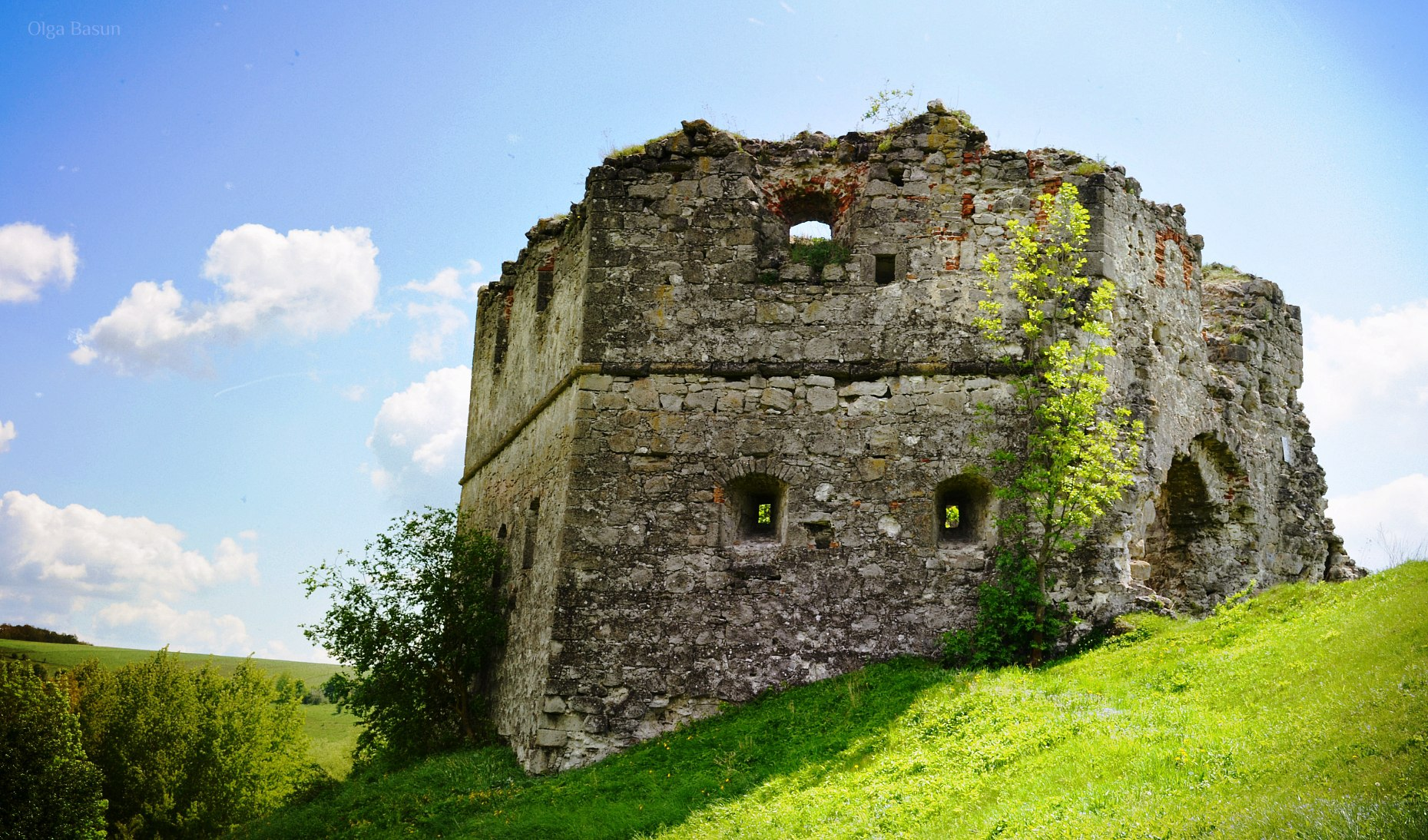
Ruiny zamku